# Arttu Ruotsalainen
Arttu Ruotsalainen, född 29 oktober 1997, är en finländsk professionell ishockeyforward som är kontrakterad till Buffalo Sabres i National Hockey League (NHL) och spelar för Rochester Americans i American Hockey League (AHL). Han har tidigare spelat för Ässät och Ilves i Liiga.
Ruotsalainen blev aldrig NHL-draftad.

## Statistik
| 2015–2016    | Ässät               | Liiga        | 51  | 5  | 5  | 10  | 4  | — | — | — | — | — |
| 2016–2017    | Ässät               | Liiga        | 34  | 1  | 0  | 1   | 10 | 1 | 0 | 0 | 0 | 0 |
| 2017–2018    | Ilves               | Liiga        | 60  | 9  | 11 | 20  | 12 | — | — | — | — | — |
| 2018–2019    | Ilves               | Liiga        | 59  | 21 | 21 | 42  | 14 | 7 | 2 | 5 | 7 | 6 |
| 2019–2020    | Ilves               | Liiga        | 44  | 15 | 28 | 43  | 14 | — | — | — | — | — |
| 2020–2021    | Buffalo Sabres      | NHL          | 1   | 0  | 0  | 0   | 0  | — | — | — | — | — |
|              | Ilves               | Liiga        | 19  | 16 | 11 | 27  | 8  | — | — | — | — | — |
|              | Rochester Americans | AHL          | 13  | 5  | 8  | 13  | 2  | — | — | — | — | — |
| NHL totalt   | NHL totalt          | NHL totalt   | 1   | 0  | 0  | 0   | 0  | — | — | — | — | — |
| Liiga totalt | Liiga totalt        | Liiga totalt | 267 | 67 | 76 | 143 | 62 | 8 | 2 | 5 | 7 | 6 |

### Internationellt
| Källa: Uppdaterad: 2021-04-10 | Källa: Uppdaterad: 2021-04-10 | Källa: Uppdaterad: 2021-04-10 |         | Utv = Utvisningsminuter | Utv = Utvisningsminuter | Utv = Utvisningsminuter | Utv = Utvisningsminuter | Utv = Utvisningsminuter |
| År                            | Lag                           | Mästerskap                    | Matcher | Mål                     | Assists                 | Poäng                   | Utv                     |                         |
| ----------------------------- | ----------------------------- | ----------------------------- | ------- | ----------------------- | ----------------------- | ----------------------- | ----------------------- | ----------------------- |
| 2014                          | Finland                       | Ivan Hlinka                   | 4       | 1                       | 1                       | 2                       | 18                      |                         |
| 2015                          | Finland                       | U18-VM                        | 7       | 0                       | 2                       | 2                       | 0                       |                         |
| 2017                          | Finland                       | JVM                           | 6       | 0                       | 0                       | 0                       | 0                       |                         |
| Junior totalt                 | Junior totalt                 | Junior totalt                 | 17      | 1                       | 3                       | 4                       | 18                      |                         |